# Eusphalerum sorbi
Eusphalerum sorbi är en skalbaggsart som först beskrevs av Leonard Gyllenhaal 1810.  Eusphalerum sorbi ingår i släktet Eusphalerum, och familjen kortvingar. Arten är reproducerande i Sverige.